# カインド・オブ・マジック (曲)
「カインド・オブ・マジック」 (A Kind of Magic) は、イギリスのロック・バンドであるクイーンが1986年にシングルとして発表した楽曲。同年発売のアルバム『カインド・オブ・マジック』に収録された。
作曲はロジャー・テイラー。前作『ザ・ワークス』収録のロジャー初のシングルヒット「RADIO GA GA」の路線を継承したといえる作品。本国イギリスで3位にランクイン、その他欧米諸国でも軒並み10位以内の好成績を収めた。

## 解説
"A Kind of Magic"というフレーズはクリストファー・ランバート主演の映画「ハイランダー」の主人公、コナー・マクラウドが不死身であることの説明に使用されていたもので、これにインスピレーションを受けたロジャーが仕上げたのがこの曲である。
この曲は「ハイランダー」のエンディングに使われているが、"ハイランダー・バージョン"と呼ばれる、アルバムで聞けるものとはアレンジが異なるものが使われている。
"ハイランダー・バージョン"はロジャーがメロディやコードを作ったもので、これをギターのブライアン・メイは「とても悲しげで、重厚感がある (quite lugubrious and heavy.)」と評している。このアレンジは2011年に再発されたアルバムのボーナストラックにて聞くことが出来る。
現在アルバムで聞けるのはボーカルのフレディ・マーキュリーとプロデューサーのデイヴィッド・リチャーズが新たなベースラインを付ける等のアレンジを加え、よりチャート受けするように作り直したバージョンである。
アルバム『メイド・イン・ヘヴン』収録曲「ウィンターズ・テイル」の歌詞には「Kind of Magic」が出てくるほか、同アルバム収録の「ボーン・トゥ・ラヴ・ユー」の最後には本曲の最後に収録されているフレディの"Ha ha ha,it's magic!!"というフレーズがそのまま使われている。

## ミュージック・ビデオ
魔法使いに扮したフレディがメンバー3人が扮する浮浪者がたむろする廃劇場に立ち入り、彼らをロックスターに魔法で変化させ演奏を披露、魔法使い・フレディが立ち去ると元の廃劇場と浮浪者に戻ってしまう、といった内容になっている。映像内ではアニメーションが魔法のエフェクトなどに使用されている。

## 担当
- フレディ・マーキュリー - リードヴォーカル、コーラス、シンセサイザー
- ブライアン・メイ - エレクトリックギター
- ロジャー・テイラー - ドラムス、シンセサイザー、コーラス
- ジョン・ディーコン - ベース

## ライブでの演奏
1986年のMagic Tourにて演奏。クイーンのオリジナルメンバーで演奏されたのはこのツアーだけである。
フレディの死後、ブライアンとロジャーを中心に活動している中でも何度か演奏されており、近年ではロジャーのドラムボーカルでのパフォーマンスも披露されている。

## “A Kind of Vision”
2011年に再発されたアルバムのボーナストラックにて聞くことが出来る、1985年収録と言われるデモトラック。この曲のオケ(先述のハイランダーバージョンに近い)とメロディに乗せて"one vision"のフレーズが散見される音源になっている。今日聞けるカインド・オブ・マジックとワン・ヴィジョン両方の原型とされる。
実際にアルバムに収録されている両曲も"one"が散見される歌詞、似たベースラインが存在するなど共通点は多い。

## 収録曲

### 7インチ盤
1. カインド・オブ・マジック - A Kind Of Magic (Taylor)
2. 紅い薔薇を君に - A Dozen Red Roses For My Darling (Taylor)

### 12インチ盤
イギリス盤
1. カインド・オブ・マジック (エクステンデッド・ヴァージョン) - A Kind Of Magic (Extended Vision) (Taylor)
2. ギミ・ザ・プライズ - Gimme The Prize (Kurgan's Theme) (May)

日本盤
1. カインド・オブ・マジック (エクステンデッド・ヴァージョン) - A Kind Of Magic (Extended Vision) (Taylor)
2. 紅い薔薇を君に - A Dozen Red Roses For My Darling (Taylor)